# Parque nacional de Kazbegi
El Parque nacional de Kazbegi (en idioma georgiano:ყაზბეგის ეროვნული პარკი), está situado en la región de Mtsjeta-Mtianeti, es un área de conservación de la naturaleza en el norte de Georgia. Establecido en febrero de 1976 para la protección integral de paisajes de alta montaña, flora y fauna. Inicialmente, tenía el estado de una reserva natural estatal, luego en 2007, se transformó en un parque nacional. El área actual es de 9.030 hectáreas. El parque nacional Kazbegi ha identificado 1.347 especies de plantas, de las cuales el 26% son endémicas, así como varias especies incluidas en el Libro Rojo de Georgia. El parque es uno de los sitios turísticos más populares, en su territorio y en las inmediaciones hay muchos monumentos de Georgia (edificios históricos) y monumentos naturales (paisajísticos, hidrológicos, geológicos). Lleva el nombre del monte Kazbek, el más destacado dentro de sus límites.

## Historia
En 1946, se crearon dos pequeñas reservas en el entonces distrito Kazbek de la República Socialista Soviética de Georgia: el Hevsky de 1.500 hectáreas y el Devdoratskiy de 100 hectáreas. Ambos se ubicaron en el territorio de la silvicultura de Kazbek, el primero, en el curso inferior del río Hdistskali, y el segundo, en la zona subalpina. En 1976, establecieron una nueva institución de conservación de la naturaleza, la «Reserva Kazbegi», que cubre un área de 3.841 hectáreas. Su territorio abarcaba casi todos los bosques de la región de Kazbek. En noviembre de 1986, se anexaron nuevos sitios a la reserva. Estos fueron los glaciares alrededor de los picos de Kuro y Shino, así como las gargantas rocosas de Devdoratsk y Trusk, donde vivían las cabras caucásicas blancas. Así, el área de la zona de protección aumentó a 8.707 hectáreas. Más tarde, el estado del área protegida se redujo al parque nacional, con nuevas áreas agregadas, después de lo cual su área total fue de 9.030 hectáreas.

## Clima

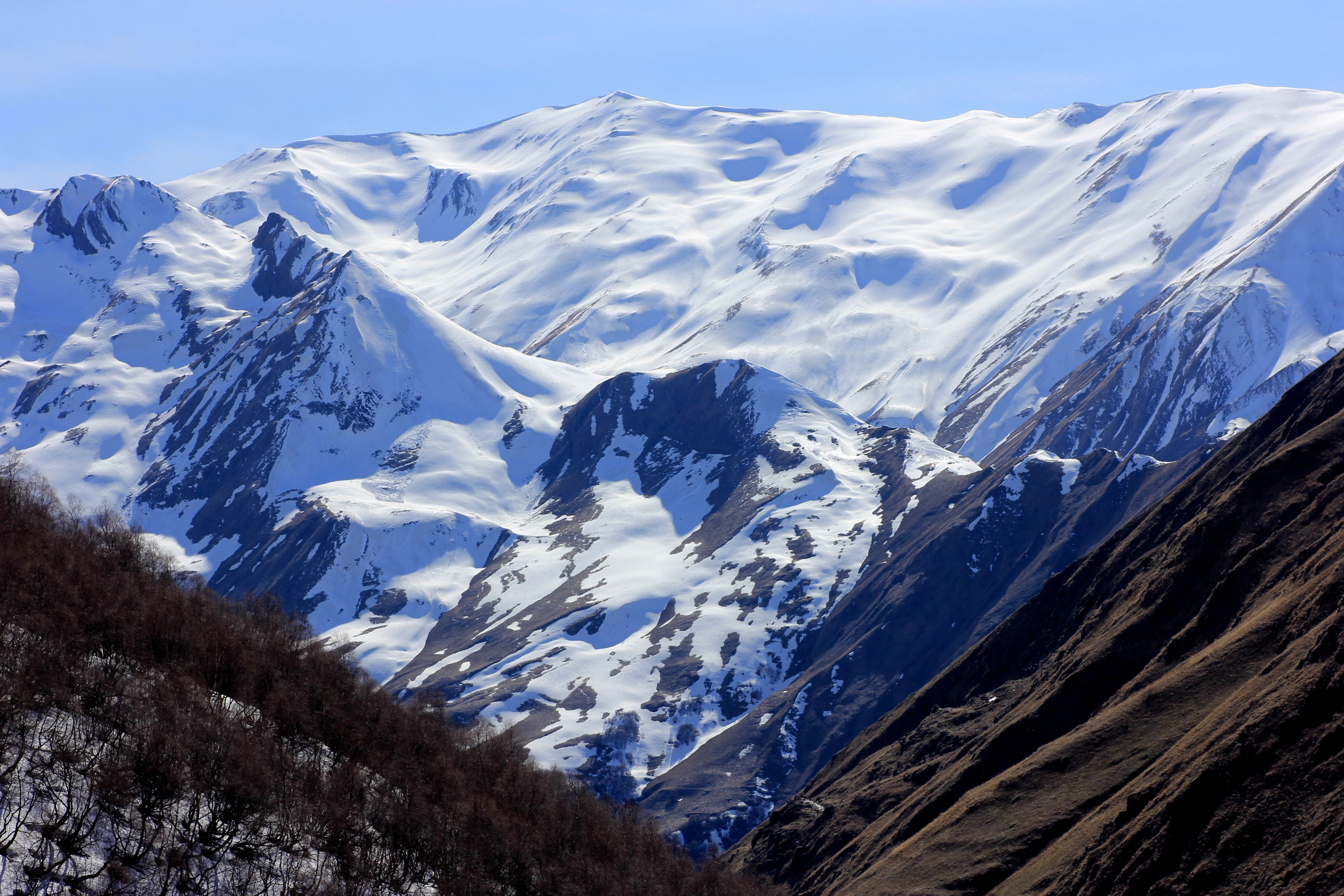
Cima del monte Kazbek vista de abril con nieve.

Las observaciones meteorológicas en las proximidades del parque nacional se realizan en cuatro puntos: en la ciudad de Stepanzminda (altura sobre el nivel del mar 1744 m), en el pueblo de Kobi (1987 m), en el Paso Cruzado (2395 m) y en el observatorio meteorológico de alta monte Kazbek (3653 m). Dada la distancia espacial y, en particular, la diferencia de altura, es difícil deducir promedios en todo el parque. Por lo tanto, la temperatura media anual varía de +4.9 °C (en Stepantsminda) a -6.1 °C (en las tierras altas de Kazbek). La temperatura promedio del mes más frío (enero) varía, respectivamente, de -5.2 °C a -15 °C; la temperatura promedio del mes más cálido (agosto) varía de +14,4 °C a +3,4 °C. El mínimo absoluto en el punto de observación más bajo fue -34 °C, en el más alto -42 °C, el máximo absoluto, respectivamente, +32 °C y +16 °C. Dependiendo de la altitud, los períodos fenológicos también fluctúan. La duración de la temporada de crecimiento vegetativo cerca de Stepantsminda es de 116 días, y en las tierras altas es de únicamente 89. El período libre de heladas en estas zonas dura 154 y 93 días, respectivamente.
Si en las tierras bajas cae una cantidad considerable de precipitación durante la temporada de crecimiento, entonces en las tierras altas la mayor parte es la nieve. Además de la temperatura, también hay diferencias significativas en la precipitación: cuanto más altas son las montañas, mayor. Por ejemplo, en el observatorio del monte Kazbek caen 1404 mm por año, en el Paso Cruzado 1503 mm, en las cercanías de Stepantsminda 718 mm, y en las tierras bajas fuera del parque en general 642 mm.

## Geografía e hidrología

Corriente tormentosa de un río de la zona montañosa.

El Parque Nacional Kazbegi está ubicado en la tierra histórica de Mtsjeta-Mtianeti, en el municipio de Kazbek, en el norte de Georgia. La administración de la institución se encuentra en Stepantsminda. Las áreas alrededor del parque se caracterizan por una baja densidad de población, sin embargo, son fuertemente antropogénicas (ganado generalizado). El límite inferior de la zona de protección del parque se encuentra a una altitud de 1400 m y el límite superior al nivel de 3000-4100 m.
Los terrenos del parque se encuentran en la intersección de dos áreas montañosas: las montañas del Cáucaso central y oriental, dentro de la más alta del este de Georgia, la Cordillera Khokh, cubren el área más difícil en sentido geomorfológico: la cordillera Kazbezgi. La parte central tiene la forma de un semicírculo con un radio 11-14 km. Está formado por volcanes extintos del cuaternario, de los cuales el más famoso es el monte Kazbek. En el punto más bajo del valle cerca del pueblo de Kobi, el río Térek gira abruptamente hacia el norte, formando el desfiladero de Darial. La pendiente del río es tan grande que a una distancia de varios kilómetros se reduce en 400 m, formando unas grandes cascadas.

## Geología y suelo

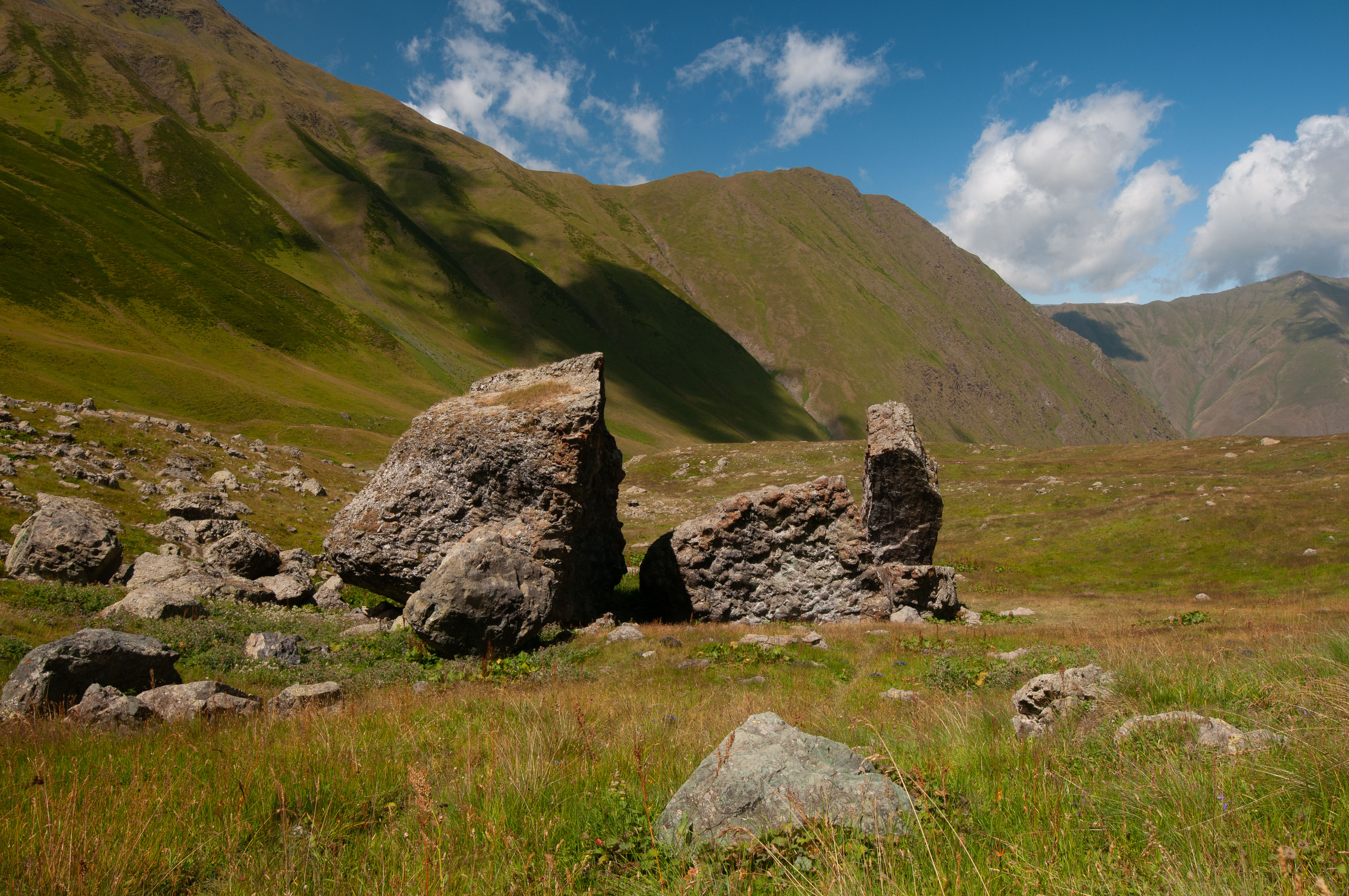
Estas rocas son rastros de actividad glaciar en las montañas Kazbegi.

Hay muchas hermosas cascadas en el Parque Nacional Kazbegi.

La formación del relieve del Parque nacional estuvo influenciada por los movimientos tectónicos, la actividad de los glaciares, la actividad volcánica en el cuaternario, los deslizamientos de tierra y otros procesos de erosión. En la parte occidental del parque, junto con los accidentes geográficos volcánicos, la erosión es generalizada, pero más al este, en la cordillera del Cáucaso principal, comienzan a prevalecer los accidentes geográficos, los glaciares y los volcanes «jóvenes» con poca erosión. La base de la cordillera Kazbek consiste en areniscas formadas en el período Jurásico, así como formaciones de basalto como cuarcita, lutitas de arcilla y sedimentos de la época toarcienses, llenas de conductores en capas diabasa. Las almohadas de lava son parte de la geología de la región. En las laderas del desfiladero de Darial formado por acantilados, las paredes de los cuales son incisiones visibles y capas de basalto de endurecido con lava.
La cubierta glaciar moderna de la zona de protección es de 30 glaciares, incluidos valles de 5-7 km de largo. El más famoso de ellos es el glaciar Devdorak. Se encuentra debajo de los demás, a una altitud de 2.300 m. El glaciar Devdorak es conocido por los devastadores deslizamientos de tierra que bloquearon repetidamente la carretera militar georgiana en el desfiladero de Darial. Uno de esos eventos ocurrió en agosto de 1832. Luego, el témpano de hielo y las rocas desplazadas por él formaron una presa natural de 2 km de largo y 100 m de altura. La presa detuvo el flujo del río Térek durante tres días, luego la corriente de agua acumulada movió la llamada piedra de Yermolovsky, una roca gigante de granito. Con un peso de 1.500 toneladas, una de los más grandes de Europa del Este. El tráfico en la carretera cerrada se restableció dos años después, y todo el hielo se derritió siete años después.
Los paisajes del Parque Nacional Kazbegi son típicamente de gran altitud y, a este respecto, hacen referencia a las áreas de conservación de la naturaleza de Georgia. En la parte inferior del parque, las laderas de las montañas están cubiertas de prados subalpinos, donde crecen arbustos y pequeños bosques de serbales y abedules. Arriba comienza el clima alpino, cuyos prados tienen una cubierta gruesa y puramente de hierba. A las altitudes de 3.000-3.600 m están cubiertos por una vegetación pobre de rocas expuestas, e incluso más arriba comienzan las nieves y glaciares eternos. En general, los suelos dentro de la zona de protección se caracterizan por una capacidad baja y media, y pertenecen al suelo franco. En la zona subalpina del parque nacional se desarrollan suelos de césped de montaña-pradera, en los alpinos además de ellos hay más turba de césped, y en el cinturón de vegetación rocosa únicamente hay primitivos prados de montaña. Bajo los bosques subalpinos de abedul, que se desarrollan en depósitos deluviales , se forman suelos sueltos, de grava, de tamaño mediano con un horizonte de humus bien definido, mientras que, bajo los bosques de pinos, los suelos muy secos se parecen a los prados de las montañas.

## Flora

Abedul alpino del parque Kazbegi.

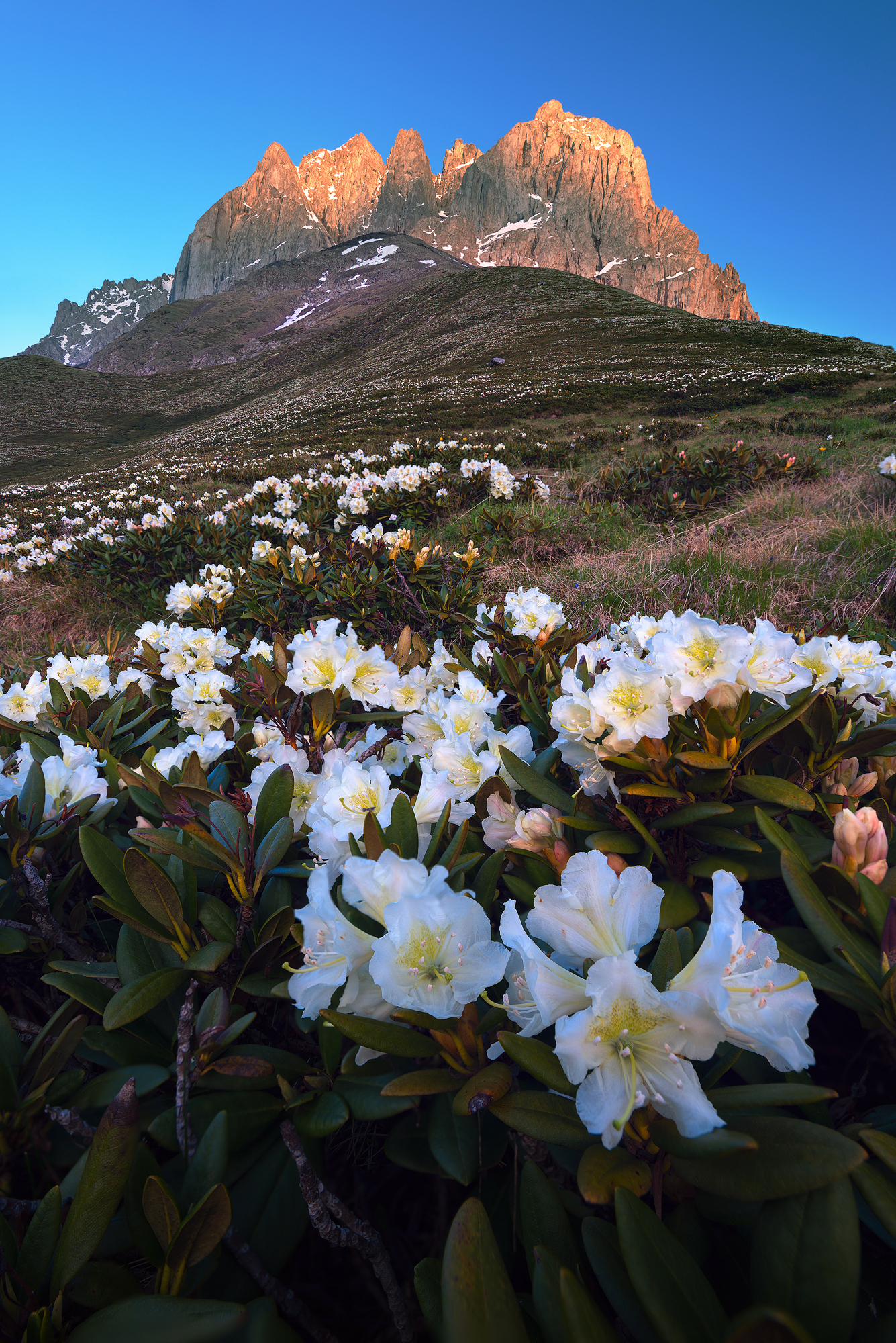
Matorrales de rododendro del Cáucaso.

La flora se caracteriza por su riqueza y alto nivel de endemismo. Su territorio describe 1.347 especies de plantas, 26% de las cuales son endémicas. Aproximadamente la mitad del área de la zona de protección está cubierta por bosques, aunque dicha cobertura forestal alta no es característica de las áreas circundantes. Casi todos los bosques del parque crecen en laderas con una pendiente mayor a 31°. De las 4064 hectáreas de bosques, la mayor parte está compuesta por bosques de abedules (2617 hectáreas), pinos (369 hectárea), troncos (49 hectáreas) y álamos temblones (32 hectáreas) también son comunes. Otros tipos de vegetación incluyen arbustos y árboles bajos: rododendro (916 ha), agracejo (28 ha), espino amarillo (23 ha), sauce (15 ha), avellano (11 ha) y enebro (4 ha).
Los pinos en el parque nacional están representados en las laderas del sur con una pendiente considerable. El pino caucásico, siendo una raza sin pretensiones, ocupa áreas con suelos primitivos de baja potencia. Hay dos tipos de pinos en el parque: mixtos y limpios. En los pinos mixtos, el primer nivel, junto con el pino, forma el abedul y la cubierta del suelo: el césped. En pinos puros, el enebro es el satélite del pino. En los pinos de ambos tipos en la maleza se encuentran especies bajas de sauce, Crataegus, Spiraea crenata, Spiraea hypericifolia o rosa silvestre.
De las fitocenosis arbustivas del parque, las más destacadas son los rododendros y los matorrales de espino amarillo. Los matorrales de rododendro se desarrollan en las tierras altas en las laderas abiertas del oeste y el norte. En la formación de este grupo vegetal intervino el rododendro caucásico con una mezcla de enebro y arándanos. Otros arbustos crecen principalmente en las costas rocosas del Térek. Las áreas limpias más grandes de espino cerval (hasta 20 hectáreas) se concentran en las afueras del sur y noroeste de Stepanzminda.

## Fauna
La fauna del parque nacional no se ha estudiado sistemáticamente; para los más valiosos habitantes del parque se incluyen especies que figuran en el Libro Rojo de Georgia el oso pardo (subespecies de raza blanca), el lince, cabras caucásicas blancas, cabras, águilas, buitre leonado, quebrantahuesos, etc.

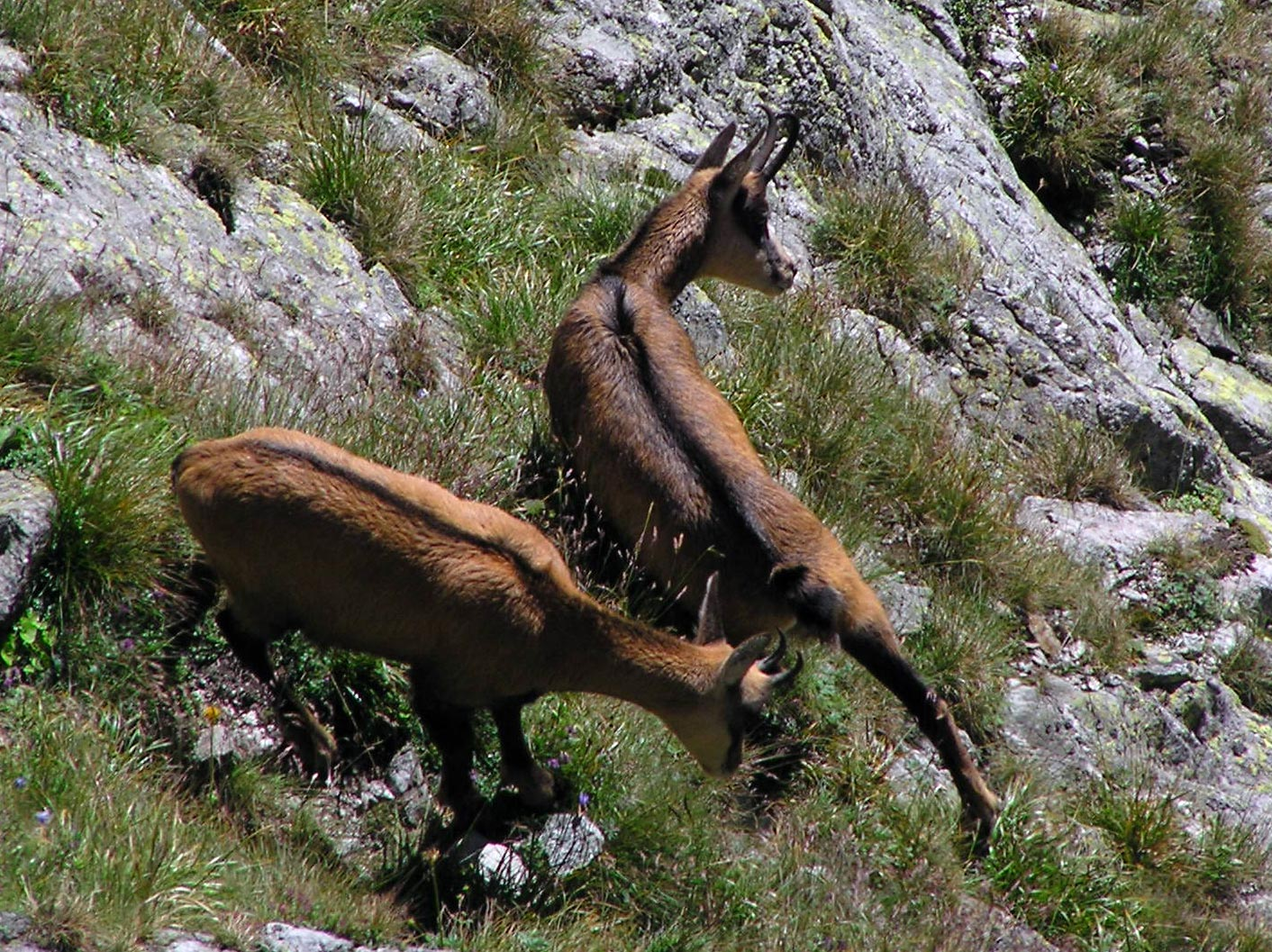
cabras.

Debido a la falta de grandes áreas boscosas en el parque nacional, generalmente no hay muchos habitantes del bosque. De estas especies deben ser considerados comunes ardilla roja, comadreja pequeña, garduña, gato montés euroasiático, zorro rojo, lobo, lince y el oso pardo. De los ungulados en la zona de protección se han obsrvado únicamente los corzos. En los prados se han visto roedores comunes y los raros Prometheomys schaposchnikowi. Sin embargo, las cabras y las cabras caucásicas son las más visibles en este cinturón de las montañas Kazbegi. Estos ungulados viven juntos en biotopos similares, sus rebaños durante la alimentación se pueden ver con binoculares incluso desde las calles de Stepanzminda.
La ornitología del parque consta de 120 especies, de las cuales 42 viven aquí, 57 anidan, 4 en invierno, 16 durante los vuelos de temporada y una mosca. De las aves sedentarias, las más valiosas son los galliformes, el parque tiene cuatro especies de ellas, la más rara es el «ular caucásico», endémica de la cordillera principal del Cáucaso, anidando en el parque en prados alpinos.En altitudes de 1.300 a 3.000 m hay Alectoris. Estas aves son relativamente numerosas, pero en invierno descienden más cerca de los asentamientos humanos, donde a menudo son víctimas de la caza furtiva. La perdiz habitual en Europa es la perdiz gris que en el parque de Kazbegi únicamente se ve esporádicamente.

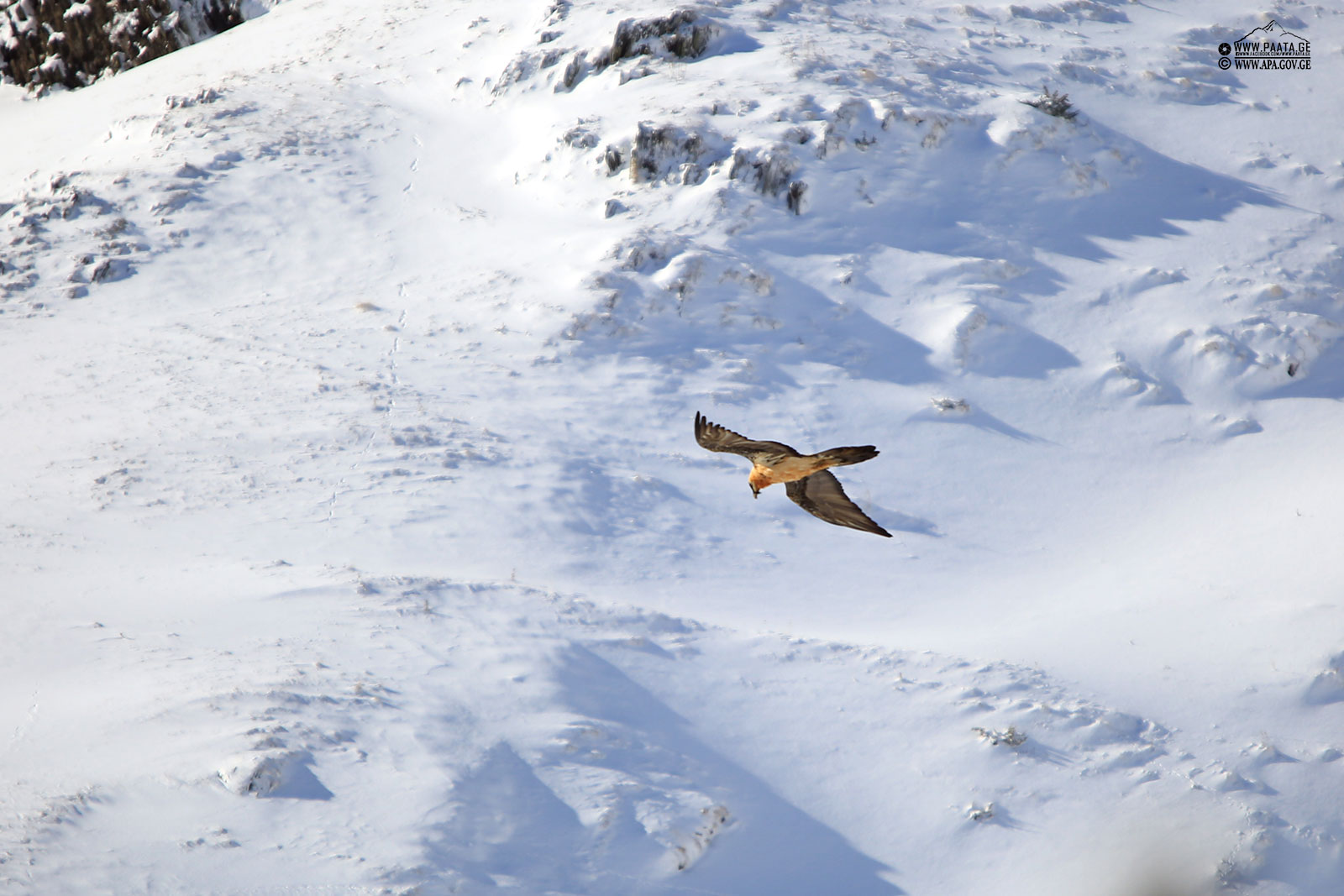
El quebrantahuesos en busca de la presa.

Tradicionalmente, las aves rapaces atraen la atención de los científicos. De estas, las más comunes son los ratonero común, los milanos negros, los halcones pequeños. Para aves migratorias en el invierno hay el esmerejón, especie de falconiformes. Entre los depredadores emplumados raros se incluyen el águila real, el buitre negro, el aguilucho cenizo, el halcón peregrino, el quebrantahuesos, los halcones como el azor común y el gavilán griego. Entre otras aves parecidas a pájaros, debemos mencionar el invisible Phoenicurus erythrogastrus y el camachuelo grande, estas especies se reproducen en las altas montañas, donde la gente rara vez las visita, y en invierno bajan para alimentarse del espino amarillo en el valle del río Térek.
Hay informes de que anfibios como los sapos Bufotes viridis y la Rana macrocnemis viven en reservas protegidas. De los reptiles se produce la víbora esteparia. Por lo general, hay muchas mariposas en los prados de las montañas, pero su composición de especies no está establecida.